# NGC 170
NGC 170 је елиптична галаксија у сазвежђу Кит која се налази на NGC листи објеката дубоког неба.
Деклинација објекта је + 1° 53' 11" а ректасцензија 0h 36m 45,9s. Привидна величина (магнитуда) објекта NGC 170 износи 14,5 а фотографска магнитуда 15,5. NGC 170 је још познат и под ознакама MCG 0-2-91, CGCG 383-42, PGC 2195.